# エダケカビ
エダケカビ(Thamnidium elegans Link 1809)というのは、ケカビ目に属するカビのひとつである。小胞子のうと、大きな胞子のうをつけるものである。

## 特徴
エダケカビは、ヨーロッパでは古くから知られており、その最初の記載は1809年にまでさかのぼり、もっとも普通なケカビ目の菌の一つとさえ言われる。食物などにも生えることがある腐生菌である。通常の寒天培地上にもよく生育する。
培地上ではその菌糸体はケカビなどにやや似ている。菌糸は多核体で、よく枝分かれして培地内で成長する。コロニーの表面からは真上に向けて胞子のう柄を伸ばし、寒天表面からやや離れたところから横枝を伸ばす。横枝は細かく二又分枝を繰り返し、それぞれの先端に小さな球状の構造をつける。これには数個の胞子が含まれており、小胞子のうと言う。コロニーからは多数の胞子のう柄が出て、それらからはほとんどすべて小胞子のう柄が出るから、寒天の表面少し上に小胞子のうの層ができる。小胞子のうはその基部で折れて分散する。その後胞子のう膜が壊れて胞子が放出される。
胞子のう柄の先端は小胞子のう柄で終わる場合もあるが、さらに上に伸びて、その先端に大きな球形の胞子のうを生じる。この胞子のうはケカビのものとほぼ同じ構造を持つ。内部には柱軸があり、胞子は表面の胞子のう壁が溶けるようにくずれることで放出される。なお、大きい胞子のうと小胞子のうとで形成される胞子そのものには形態的な差はない。
これらの胞子は無性胞子であり、無性生殖によってよく繁殖する。有性生殖は接合胞子のうの形成によって行われる。自家不和合性であり、単独株の培養は有性生殖は行われない。接合胞子のうはケカビなどとよく似たものである。ただし、その形成には10℃以下の低温が必要で、一般の室温である20℃程度では形成されない。

## 成育環境
低温を好む。野外では動物の糞から分離されることが多い。冷蔵庫に入った食品に出現した例もある。
同様な性質をもつものに近縁のハリエダケカビ Helicostylum pulchrum があり、ほぼ同様なところに見られる。また、この両者は、冷蔵保管している牛肉に人為的に接種して繁殖させることがある。それによって、肉に風味と柔らかさを与えられるという。

## 分布
北半球に広く分布する。やや寒冷な気候を好むカビで、日本では北日本に偏って発見される。

## 分類など
この菌は先述のような性質から、ヨーロッパではごく普通に知られたもので、発見も古い。この名での記載は1809(Link)にさかのぼる。ただし、この時点ではこの種を区別するに十分な記載はなされていない。その後、19世紀を通じてファンティガンやレモニエルなど著名な菌学者がこれに携わっている。それらを通じて、この種の実態が次第に明らかになった。
菌糸体や無性生殖器官の構造などから、ケカビとの類縁関係は明らかであり、ケカビ目に含める。その下位分類においても共に扱われることが多かった。しかし、通常の胞子のうと小胞子のうとを同時につける点で独特である。そのような性質を持つものは、特に1910年ころまではこの属の元で記載された。1960年代まで、これに近い例がある。それらの多くは、その後別の属に移され、現在ではこの属にはこの種と、場合によっては他に若干の種を含めるのみである。確実のこの属のものと言えるのはこの種だけと言ってよい。それらの別属とされたものは、エダケカビ科に含められているものが多い。本種は当然のようにエダケカビ科に含められてきた。
ただし、分子系統によって示された系統関係は、このような形態的な分類の結果が多分に人為的なものであることを示し、本属についてはケカビ科に含めるとの説が出ている。